# Tanganyika (film)
Pour les articles homonymes, voir Tanganyika.

Tanganyika  est un film américain réalisé par André de Toth et sorti en 1954.

## Synopsis
Dans le territoire de l'Afrique de l'Est en 1903, région coloniale britannique jouxtant l'Afrique de l'Est allemande (dont une partie était référencée sous le nom de Tanganyika), le colon américain John Gale mène un safari pour retrouver le meurtrier évadé Abel McCracken, qui attise la tribu Nukumbi et met en danger les avoirs de Gale.

## Fiche technique
- Réalisation : André de Toth
- Scénario : William Sackheim, Richard Alan Simmons d'après une histoire de William R. Cox
- Producteur : Albert J. Cohen
- Photographie : Maury Gertsman
- Montage : Al Clark
- Genre : Drame[1]
- Musique : Joseph Gershenson
- Production :Universal International Pictures
- Pays de production :  États-Unis
- Durée : 81 minutes
- Date de sortie :
  - États-Unis : 3 juillet 1954

## Distribution
- Van Heflin : John Gale
- Ruth Roman : Peggy
- Howard Duff : Dan Harder McCracken
- Jeff Morrow : Abel McCracken
- Joe Comadore : Andolo
- Noreen Corcoran : Sally
- Gregory Marshall : Andy
- Naaman Brown : Prisonnier Nukumbi
- Edward C. Short : Chef des porteurs
- Murray Alper : Paul Duffy
- Jester Hairston : Chanteur